# Teknik & Ekonomi
Teknik & Ekonomi (finska: Tekniikka & Talous) är en teknisk tidskrift i Finland med en upplaga på 95 700 exemplar. Artikelspråket är huvudsakligen finska, med enstaka artiklar på svenska.